# Noskill
Noskill é uma banda feminina brasileira de hardcore, formada em João Pessoa, na Paraíba.

## História
A banda Noskill surgiu em 2005, como um trio, formado por Neto (vocal e baixo), Aline (guitarra) e Ingridy (bateria), tocando música hardcore com muita pegada. No seus primórdios, aos poucos a banda conquistou seu espaço na cena do rock de João Pessoa. Tocando na capital paraibana com nomes conhecidos no cenário do punk rock brasileiro como Strike, Garage Fuzz e Sugar Kane, a banda passou a ser requisitada também nas cidades do interior da Paraíba como Campina Grande, Sapé e Cajazeiras, e, assim, o nome da Noskill acabou virando citação obrigatória quando se falava em quem faz rock na Paraíba.
A Noskill lançou em 2007 com sua antiga formação sua demo tape auto-intitulada e logo em seguida o EP Ao Caos, contendo seis faixas.
Foi questão de tempo para a Noskill começar a conquistar espaços que nem imaginavam ao iniciar a banda. A banda toca em Natal (RN) e realiza uma turnê com a maior influência da banda, os neerlandeses do Bambix, passando por Recife e Maceió.
A formação mais conhecida da banda foi definida com a entrada de Thuany Asevêdo nos vocais e Camylla Oliveira no baixo. 
A banda foi apontada por vários sites, como o do Hangar 110, PUNKnet, Valepunk, entre outros, como revelação do hardcore feminino em 2009 e aposta para 2010. No início de dezembro de 2009 a Noskill lançou seu terceiro trabalho, o EP Reconstruir, que contou com 6 faixas inéditas e rendeu bons frutos para o reconhecimento da banda, com a realização de turnê de lançamento ao lado da consagrada banda Dominatrix.
A banda já participou de diversos festivais, dentre eles o 1° Rock na Praça, a segunda edição do Festival de Bandas Femininas do Nordeste, Mafalda Sin Falda (2009), Festival Forte é o Rock (2010) e Festival Grito do Rock (2010).
Em 2023, lançam o EP Não Deixaremos Que Nos Escondam com 6 faixas.

## Membros

### Integrantes
- Thuany Asevêdo (vocal)
- Aline Myrtes (guitarra)
- Ingridy Alves (bateria)
- Camylla Oliveira (baixo)

### Ex-integrantes
- Neto (vocal e baixo)

## Discografia
- Noskill (Demo, 2007)
- Ao Caos (EP, 2007)
- Reconstruir (EP, 2009)
- Não Deixaremos Que Nos Escondam (EP, 2013)

Faixas (Reconstruir)
| #  | Título          | Duração |
| -- | --------------- | ------- |
| 1. | Contradições    | 01:56   |
| 2. | Retrair         | 01:55   |
| 3. | Cego Comodismo  | 02:38   |
| 4. | O Que me Convém | 02:35   |
| 5. | Desconstruindo  | 02:10   |
| 6. | Volver          | 03:11   |

Faixas (Não Deixaremos Que Nos Escondam)
| #  | Título                           | Duração |
| -- | -------------------------------- | ------- |
| 1. | Montoia                          | 01:51   |
| 2. | Superando a Apatia               | 01:47   |
| 3. | Rebeca                           | 02:26   |
| 4. | Despertar                        | 01:16   |
| 5. | Não Deixaremos que nos Escondam! | 01:13   |
| 6. | MZR                              | 01:39   |